# Lukas Gütlbauer
Lukas Gütlbauer (* 6. Dezember 2000 in Kirchdorf an der Krems) ist ein österreichischer Fußballtorwart.

## Karriere
Gütlbauer begann seine Karriere bei TuS Kremsmünster. Zur Saison 2014/15 wechselte er in die Akademie der SV Ried, in der er bis zum Ende der Saison 2017/18 sämtliche Altersstufen durchlief. Im Oktober 2017 debütierte er für die Amateure der Rieder in der viertklassigen OÖ Liga. In der Saison 2017/18 kam er zu 13 Einsätzen in der OÖ Liga. Zur Saison 2018/19 rückte er in den Profikader des Zweitligisten. In der Saison 2018/19 blieb er ohne Profieinsatz, für die Amateure absolvierte er 28 Partien in der vierthöchsten Spielklasse. Mit den Amateuren stieg er zu Saisonende in die Regionalliga auf. Für die Amateure absolvierte er in der Saison 2019/20 bis zum Saisonabbruch 13 Partien in der Regionalliga. Für die Profis blieb er erneut ohne Einsatz, Ried stieg zu Saisonende in die Bundesliga auf.
In der Bundesliga debütierte Gütlbauer im Mai 2021 schließlich für die Profis der Oberösterreicher, als er am 31. Spieltag der Saison 2020/21 gegen den SCR Altach in der Startelf stand. Dies blieb in der Saison 2020/21 sein einziger Einsatz. Zur Saison 2021/22 wurde er an den Zweitligisten Floridsdorfer AC verliehen. Für die Wiener kam er zu 28 Einsätzen in der 2. Liga, zu Saisonende wurde er als bester Tormann der Liga ausgezeichnet. Zur Saison 2022/23 kehrte Gütlbauer nicht mehr nach Ried zurück, sondern wechselte innerhalb der Bundesliga zum Wolfsberger AC, bei dem er einen bis Juni 2024 laufenden Vertrag erhielt.

## Erfolge
- Bester Tormann der 2. Liga: 2022
- Österreichischer Cupsieger: 2025